# Ренфрю (графство)
Ренфрю графство (англ. Renfrew County) — графство у провінції Онтаріо, Канада. Графство є переписним районом та адміністративною одиницею провінції. Пітерборо розташований в Східному Онтаріо. Місто Пембрук знаходиться в межах кордонів графства, але є окремим муніципалітетом і не є підзвітним уряду графства Ренфрю, але є адміністративним центром графства.
Ренфрю відомо своїми прибережними дачами та рафтингом по річці Оттава, На терені графства більш ніж 900 озер.

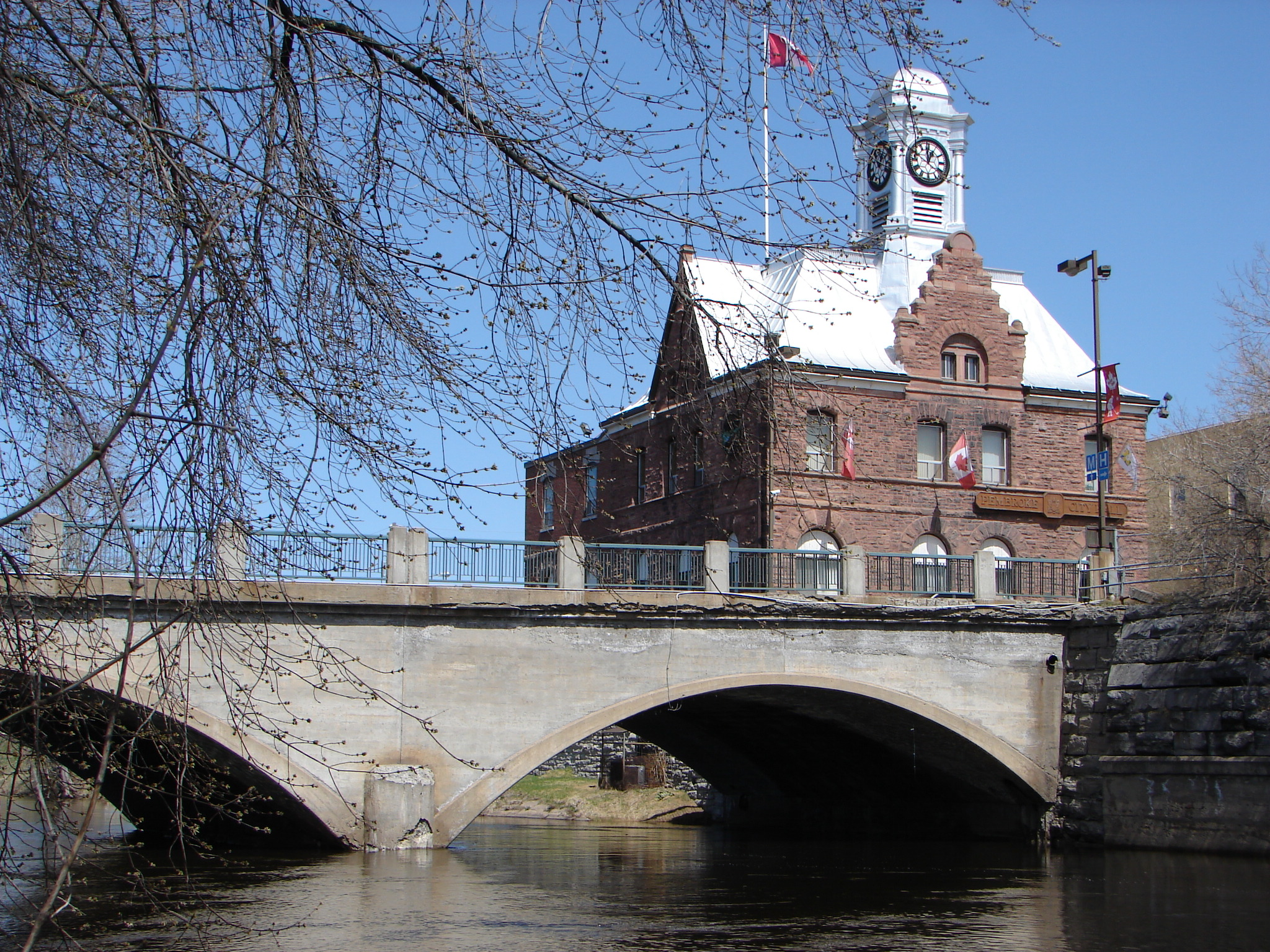
Пембрук, Онтаріо

## Адміністративний поділ

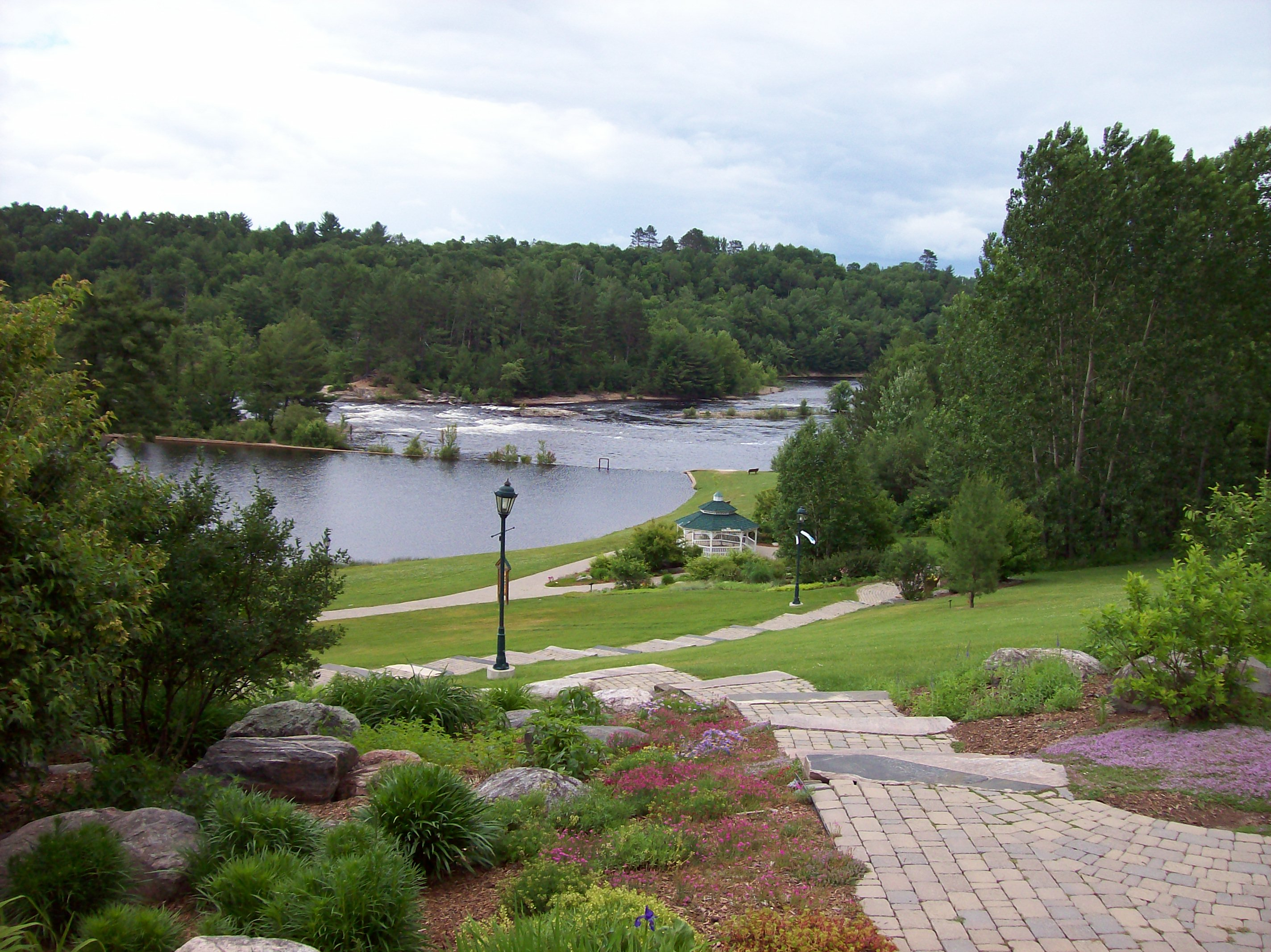
Смарагдове Намисто слід, Петевава, Онтаріо

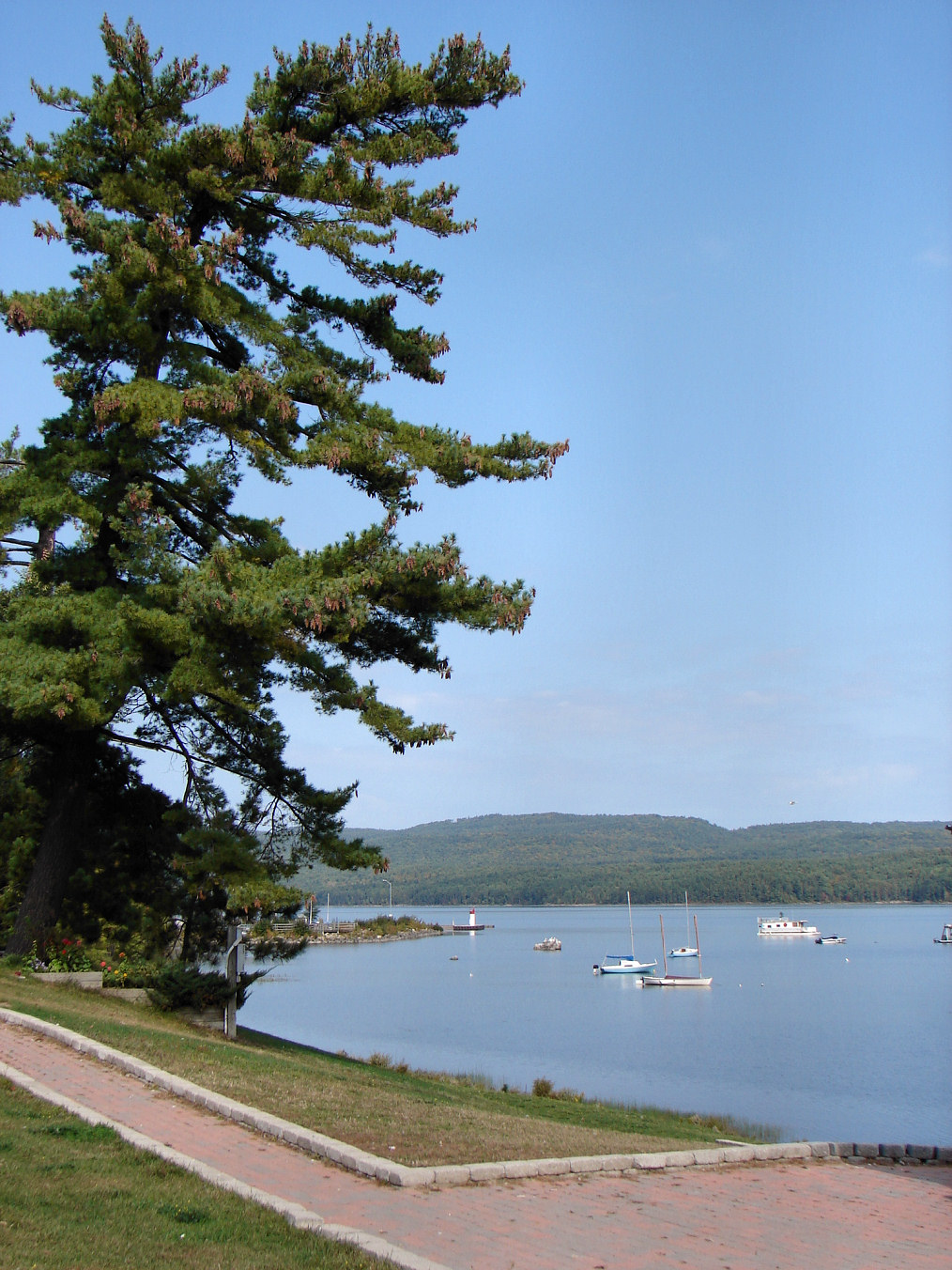
Дір-Ривер, Онтаріо

- Містечко — Арнрайор (англ. Arnprio)
- Містечко — Дір-Рівер (англ. Deep River)
- Містечко — Лаврентія-Гілс (англ. Laurentian Hills)
- Містечко — Петевава (англ. Petawawa)
- Містечко — Ренфрю (англ. Renfrew)
- Містечко — Пдмастон-Бромлі (англ. Admaston/Bromley)
- Містечко — Боннечер Долина (англ. Bonnechere Valley)
- Містечко — Бруденел, Линдок, й Раглан (англ. Brudenell, Lyndoch and Raglan)
- Містечко — Гретер-Мадаваська (англ. Greater Madawaska)
- Містечко — Гед, Клара й Марія (англ. Head, Clara and Maria)
- Містечко — Гортон (англ. Horton)
- Містечко — Кіллало, Гарарті й Ричардс (англ. Killaloe, Hagarty and Richards)
- Містечко — Лаврентія Долина (англ. Laurentian Valley)
- Містечко — Мадаваська Долина (англ. Madawaska Valley)
- Містечко — Мікнаб-Брейсейд (англ. McNab/Braeside)
- Містечко — Північна Алгома Вілберфорс (англ. North Algona Wilberforce)
- Містечко — Вайтвотер Регіон (англ. Whitewater Region)